# Copa Ciudad Viña del Mar 2003
La Copa Ciudad Viña del Mar 2003 o Copa Gato-Viña del Mar 2003 fue la decimocuarto edición del torneo de fútbol Copa Ciudad Viña del Mar, siendo organizada por la empresa MERCOM S.A. y auspiciada por la Viña San Pedro, dueña de la marca de vino Gato. Se disputó en febrero de 2003, y participaron Everton (local), Colo-Colo, Palestino y Universidad Católica.
Si bien, tanto la edición de 2003 como la de 2004 fueron comúnmente denominadas Copa Gato, la edición de El Mercurio de Valparaíso correspondiente al 21 de diciembre de 2004 da cuenta que la Copa Ciudad Viña del Mar se ha disputado hasta esa fecha ininterrumpidamente desde el año 2000, asimilando las ediciones con ese torneo en común. a diferencia de lo que señala RSSSF, que omite la edición de 2003.
El torneo se disputó en febrero de 2003 y participaron Universidad Católica, Colo-Colo, Everton y Palestino, disputando los dos primeros la copa y los dos últimos el tercer lugar. El partido por el tercer lugar disputado el día 11 de febrero, terminó empatado sin goles.
El campeón fue Universidad Católica, por segundo año consecutivo, y de esta forma se quedó con su tercer título en este torneo de verano.

## Final
La final, considerada la primera en la historia de la Copa Gato, consistió en un encuentro entre los campeones del Torneo de Apertura y del Torneo de Clausura del año 2002; es decir, Universidad Católica y Colo-Colo, respectivamente.
El partido, disputado el 12 de febrero de 2003 en el Estadio Sausalito de Viña del Mar, lo ganó Universidad Católica por 2-1, obteniendo así su tercer título de la Copa Ciudad Viña del Mar y, asimismo, el primero de la Copa Gato.
El cotejo fue transmitido en directo por Canal 13.
| Copa Gato-Viña del Mar 2003 Final; 12 de febrero de 2003, 22:00 | Colo-Colo | 1:2 (1:0) | Universidad Católica        | Estadio Sausalito, Viña del Mar (Chile)                   |                                                           |
|                                                                 | Neira 14' | Reporte   | González 60' · Villagra 71' | Asistencia: 7.500 espectadores Árbitro(s): Braulio Arenas | Asistencia: 7.500 espectadores Árbitro(s): Braulio Arenas |
| Villaseca (Colo-Colo).                                          |           |           |                             |                                                           |                                                           |

## Campeón
| Chile                        |
| Campeón Universidad Católica |